# لوح (الديانات السماوية)
اللوح هو مصطلح يُستخدم لوصف نصوص دينية معينة.

## في الكتاب المقدس العبري
تزعم اليهودية والمسيحية أن الوصايا العشر أُنزلَن على موسى في جبل سيناء في شكل لوحين من الحجر. وفقًا لسفر الخروج، سلَّم الله الألواح مرتين، المجموعة الأولى حطمها موسى في غضبه على عبادة الأصنام لدى بني إسرائيل .

## في الإسلام
اللوح المحفوظ، وهو السجل السماوي المحفوظ لكل ما حدث وما سيحدث، يحتوي على القدر. هو مفهوم القدر الإلهي في الإسلام.

## في الديانة البهائية
مصطلح "لوح" هو جزء من عنوان العديد من الأعمال القصيرة لبهاء الله، مؤسس الدين البهائي، وابنه وخليفته عبد البهاء.

## طالع أيضًا
- سفر الحياة
- لوح الزمرد
- لوح الأقدار ، لوح إلهي ذو أهمية قصوى في الأساطير الرافدينية
- لوحة تذكارية
- أكبر كتاب في العالم [الإنجليزية]، وهو كتاب حجري نقشت على صفحاته ألواح حجرية